# Mihaela Ciobanu
Mihaela Ciobanu (n. 30 ianuarie 1973, în București) este o handbalistă română și spaniolă, acum retrasă din activitate, care a jucat pentru echipele naționale ale României și Spaniei. Ciobanu, care a evoluat pe postul de portar, este medaliată cu bronz la Jocurile Olimpice din 2012, de la Londra. Începând din 1 octombrie 2018, Ciobanu este antrenor cu portarii la echipa românească CSM București.

## Biografie
Mihaela Ciobanu s-a născut la București, pe 30 ianuarie 1973, și a început să joace handbal la Clubul Sportiv Școlar 5 Rapid. De acolo, ea a trecut la echipa mare a Rapidului, cu care a evoluat în Liga Națională.
A fost selectată la echipa națională a României, cu care a jucat la toate categoriile de vârstă, în meciuri amicale și oficiale. A luat parte la Campionatul European din 1994, unde România s-a clasat pe locul 10, și la Campionatul Mondial din 1997, unde România a terminat pe locul 12. În total, Ciobanu a jucat pentru echipa de senioare a României în 79 de meciuri.
Ulterior, handbalista s-a mutat în Spania, unde s-a naturalizat și a fost convocată la echipa națională a regatului iberic. Ea a fost componentă a selecționatei Spaniei care a câștigat medalia de argint la Campionatul European din 2008. A participat cu Spania și la Jocurile Mediteraneene din 2009, desfășurate la Pescara, în Italia. Spania a jucat finala mică, pe care a pierdut-o într-un meci împotriva Muntenegrului.
În anul 2010, Ciobanu s-a retras de la echipa națională a Spaniei, după ce, în 2009, a participat la Campionatul Mondial. Ea a devenit antrenor cu portarii la clubul Cuenca Ciudad Encantada, în a cărui conducere se găsea și soțul său. În acel an, după ce mai multe jucătoare ale naționalei Spaniei s-au accidentat, inclusiv portarul Cristina Rodríguez, selecționerul Jorge Dueñas a convocat-o din nou pe Ciobanu.
După revenirea în activitate, handbalista a participat la Campionatul Mondial din 2011 și la olimpiada de la Londra, din 2012. La ambele competiții echipa Spaniei a obținut medalia de bronz. În finala mică de la Jocurile Olimpice Mihaela Ciobanu a apărat patru lovituri de la 7 metri.
În total, Ciobanu a jucat pentru echipa de senioare a Spaniei în 80 de meciuri.

## Palmares
Echipa națională
- Jocurile Olimpice:
  -  Medalie de bronz: 2012 (cu Spania)

- Campionatul Mondial:
  -  Medalie de bronz: 2011 (cu Spania)

- Campionatul European:
  -  Medalie de argint: 2008 (cu Spania)

- Jocurile Balcanice pentru Tineret:
  -  Medalie de aur: 1992 (cu România)
  -  Medalie de argint: 1991 (cu România)

- Trofeul Carpați
  - Câștigătoare: 2001

Club
- Campionatul Național de Junioare I
  - Câștigătoare: 1991 (cu CSȘ 5 Rapid)

## Premii individuale
- Cel mai bun sportiv al anului 2012 din orașul Alcobendas: 2012[9]

## Familie
Mihaela Ciobanu este căsătorită cu Mario de las Heras, și el tot un fost handbalist. Amândoi locuiesc în orașul Alcobendas. 